# Springfield (Illinois)
Springfield (literalment Camp de primavera) és la capital de l'estat d'Illinois i també el centre administratiu del Comtat de Sangamon. La ciutat va ser fundada el 1819 i va passar a ser centre administratiu el 1823. Es va convertir en la capital d'Illinois el 1837, i l'assemblea legislativa es va convocar aquí, per primera vegada, el 1839. Segons el cens de l'any 2000, habiten a la ciutat 111.454 habitants.
Als seus orígens, cap a 1810, la ciutat va ser anomenada Calhoun, en honor del Senador de Carolina del Sud John C. Calhoun. Però després que la població renyís amb Calhoun, la ciutat va ser anomenada Springfield.
Abraham Lincoln és un dels habitants més importants i prominents que ha tingut la ciutat; es va traslladar a l'àrea el 1831, però no va viure en la ciutat pròpiament tal fins a 1837. El president nord-americà Ulysses S. Grant també mantenia llaços amb Springfield.
Springfield és reconeguda per la seva gastronomia i com un lloc en on es realitzen expressions artístiques com el ballet clàssic, el jazz i un festival de carilló, que es duu a terme cada any. Les atraccions turístiques que té la ciutat inclouen una multitud de llocs històrics afiliats al president Lincoln, alguns llocs de govern i diverses atraccions relacionades amb el menjar com el Maid-Rite Sandwich Shop.
La ciutat està situada sobre un pla que abasta la major part del camp circumdant. Un embassament, propietat d'una empresa de servei públic local, subministra a la ciutat aigua potable i funciona també com centre recreacional. El clima és el típic per a una ciutat situada a una latitud mitjana, amb estius càlids i hiverns freds. El clima durant la primavera i l'estiu pot esdevenir violent; almenys dos tornados destructius han passat per la ciutat durant la seva història.
La ciutat és governada per consell de l'alcalde (Major-council), amb la peculiaritat de posseir un alcalde fort. La ciutat posseeix al seu torn com a entitat governamental el "Municipi de la Capital". A més, el Govern de l'Estat d'Illinois està també situat a Springfield. Les entitats de govern localitzades a la ciutat inclouen l'Assemblea General d'Illinois, el Tribunal Suprem d'Illinois i l'Oficina del Governador d'Illinois. Hi ha vuit instituts públics i privats a la ciutat. Les escoles públiques de Springfield són manejades pel Districte Número 186. L'economia de Springfield està marcada per les ocupacions governamentals, que concentren un alt percentatge de la força laboral de la ciutat. L'atur a Springfield es va elevar de setembre de 2006 a febrer de 2007, del 3,8% al 5,1%

## Geografia

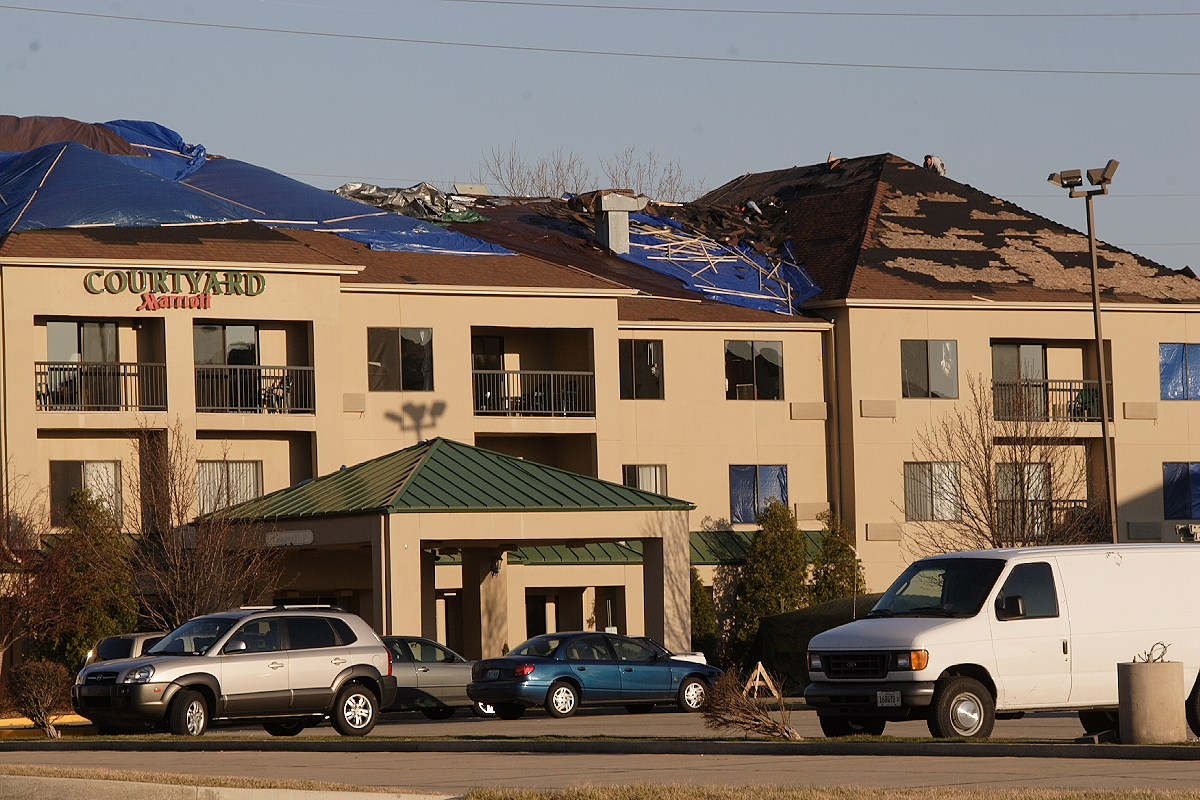
Alguns dels danys menors provocats per la temporada de tornados de l'any 2006 a Springfield.

La ciutat té una elevació de 178 metres sobre el nivell del mar.

### Topografia
Segons l'Oficina de Cens dels Estats Units, la ciutat té una àrea total de 156,2 quilòmetres quadrats. D'ells, 139,9 quilòmetres quadrats corresponen a terra i 16,3 quilòmetres quadrats (el 10,46%) són aigua. La ciutat està localitzada a la conca inferior del riu Illinois, en una gran àrea coneguda com a Till Plain. El Comtat de Sangamon i la ciutat de Springfield estan a la Springfield Plain, subdivisió de Till Plain. El Pla és el resultat del flux glacial, conegut com a flux illinoià, a causa de la seva gran exposició sobre les àrees d'Illinois

### Clima
Springfield té un clima típic de latitud mitjana. Estius càlids i hiverns freds són la norma. Illinois també experimenta un gran nombre de tornados. A partir de 1961 fins al 1990 la ciutat de Springfield va tenir una mitjana de 89,3 cm3 de precipitacions anuals. Durant aquell mateix període la temperatura mitjana anual era d'11,3 °C, amb màximes durant l'estiu de 24,7 °C al juliol i mínimes durant l'hivern de -4,3 °C al gener.

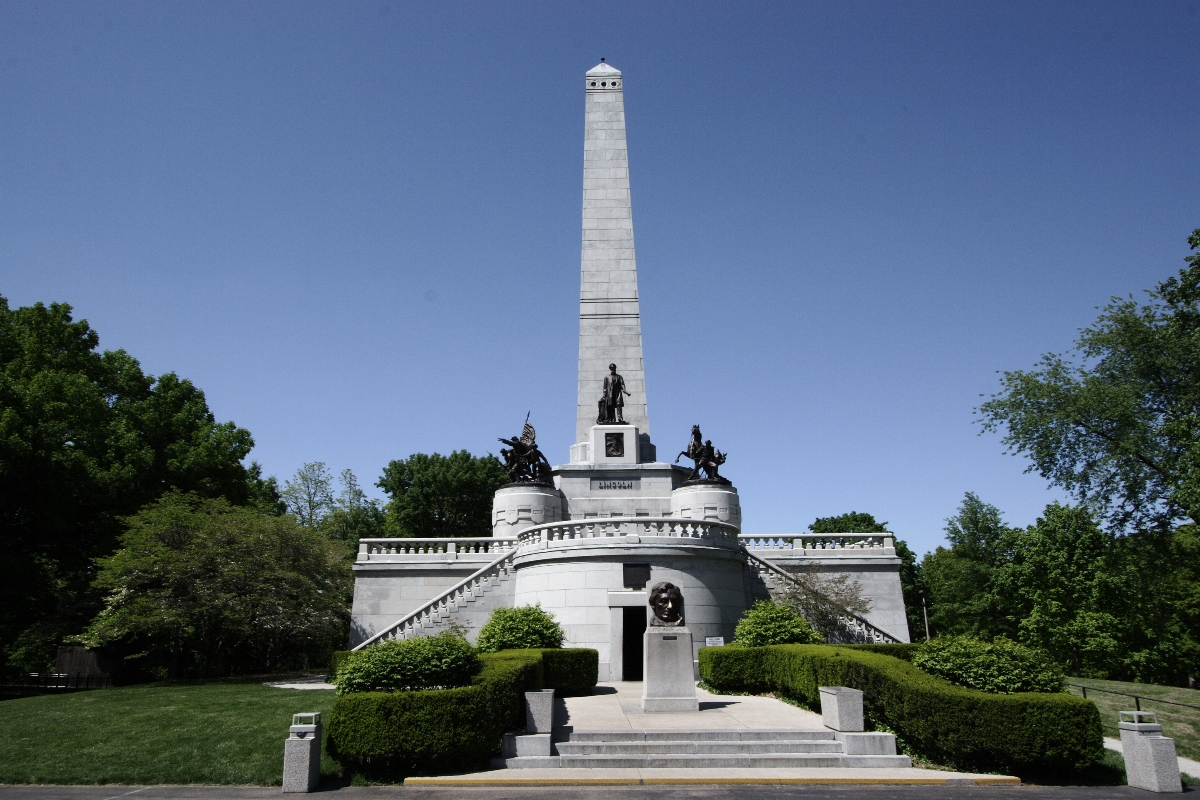
Tomba de Lincoln

## Paisatge urbà
La ciutat té almenys onze separacions considerades veïnats: Eastside, Enos Park, Hawthorne Place, Historic West Side, Lincoln Park, Near South, Oak Ridge, Shalom, Springfield Lakeshore, Twin Lakes i Vinegar Hill.

## Economia
Moltes de les ocupacions del centre de la ciutat tenen relació amb treballs del govern estatal (amb seu a Springfield). Des del 2002, l'Estat d'Illinois és tant de la ciutat com del comtat el major empleador, donant treball a 17.000 persones a través del Comtat de Sangamon. Des de febrer de 2007, ocupacions de govern, incloent local, estatal i del comtat, representen aproximadament 30.000 de les ocupacions no agrícoles de la ciutat. El comerç, el transport, i les indústries d'assistència mèdica proveeixen cadascun entre 17.000 i 18.000 ocupacions a la ciutat. El major empleador del sector privat el 2002 era Memorial Health Systems, amb 3.400 persones treballant per a aquella empresa. Segons estimacions de la "Calculadora del Mínim vital", mantingut per la Universitat Estatal de Pennsylvania, el mínim vital per a la ciutat de Springfield és de 6.50 dòlars per hora per a un adult. Sent aproximadament 13.100 dòlars treballant a 2.080 hores anuals. Per a una família de quatre persones, les despeses augmenten i el mínim vital arriba a 19.49 dòlars per hora dins de la ciutat. Segons l'Oficina d'Estadística De treball (BLS) del Ministeri de Treball dels Estats Units, la mà d'obra local va caure de 116.500 al setembre de 2006 a 113.400 al febrer de 2007. A més, la taxa d'atur es va elevar durant el mateix període del 3,8% al 5,1%.

## Infraestructura

### Sistema de salut
Existeixen dos hospitals a Springfield, l'Springfield Memorial Medical Center i el St. John's Hospital. El St. John's Hospital és seu del Prairie Heart Institute, que realitza més procediments cardiovasculars que qualsevol altre hospital a Illinois.

### Serveis públics
El propietari del Llac Springfield, City Water, Light and Power, proveeix d'electricitat a la ciutat de Springfield i a les localitats veïnes, subministrant a més aigua potable a tot el sector ja abastit d'electricitat. El gas natural és subministrat per AmerenCILCO, dependent de la Central Illinois Light Company (CILCO).

### Transport
La Interestatal 55 corre de nord a sud passant per Springfield, mentre la I-72 (també coneguda com a US 36) ho fa d'est a oest. A Springfield opera el servei de trens de passatgers Amtrak, que funciona entre Chicago i Saint Louis i per a la Unió Station de la ciutat. El Districte de Trànsit de Població de Springfield (Springfield Mass Transit District, SMTD) opera el sistema d'autobusos de Springfield. Per la ciutat també passa la històrica Ruta 66.
L'Abraham Lincoln Airport Cabdal és l'aeroport de la ciutat i disposa de rutes cap a Chicago i St. Louis.